# Seznam měst v Saskatchewanu
Seznam měst v Saskatchewanu kanadské prérijní provincii zahrnuje jak města se statutem "city" tak i města se statutem "town". 
K udělení městského statutu "city" musí mít obec více než 5000 obyvatel. Pokud se počet obyvatel města sníží pod tuto hranici, pak jeho status nepřechází automaticky zpět ke statutu "town"; to se stane jedině tehdy, pokud o to městská rada požádá, tj. většina volitelů hlasuje pro návrat statutu "town", nebo příslušný provinční ministr je názoru, že reverze statutu je ve veřejném zájmu. Město Melville si tak podrželo status města, přestože jeho počet obyvatel klesl v 90. letech pod hranici 5000. K únoru 2010 bylo v Saskatchewanu patnáct měst, včetně Lloydminsteru, ale bez Flin Flonu. V srpnu 2009 bylo ohlášeno, že jak Martensville, tak Meadow Lake dosáhnou městského statutu, a to 3., respektive 9. listopadu.
K udělení městského statutu "town" musí mít obec více než 2000 obyvatel.
| Pořadí | Město            | Typ města | 2016   | 2011   | 2006    | Rozloha km²) | Hustota /km² | Datum založení | Vesnicí ode dne    | Přijetí statutu "town" | Přijetí statutu "city" |
| ------ | ---------------- | --------- | ------ | ------ | ------- | ------------ | ------------ | -------------- | ------------------ | ---------------------- | ---------------------- |
| 1      | Saskatoon        | city      | 246375 | 222245 | 202 340 | 170,83       | 1 184,4      | 1883           | 16. listopadu 1901 | 1. července 1903       | 26. května 1906        |
| 2      | Regina           | city      | 215105 | 193150 | 179 246 | 118,87       | 1 507,9      | 1882           |                    | 1. prosince 1883       | 19. června 1903        |
| 3      | Prince Albert    | city      | 35925  | 35125  | 34 138  | 65,68        | 519,7        | 1866           |                    | 8. října 1885          | 8. října 1904          |
| 4      | Moose Jaw        | city      | 33890  | 33275  | 32 132  | 46,82        | 686,3        | 1881           |                    | 19. ledna 1884         | 20. listopadu 1903     |
| 5      | Swift Current    | city      | 16605  | 15550  | 14 946  | 24,04        | 621,8        | 1882           | 4. února 1904      | 15. března 1907        | 15. ledna 1914         |
| 6      | Yorkton          | city      | 16345  | 15665  | 15 038  | 24,57        | 612,2        | 1882           | 11. července 1894  | 16. dubna 1900         | 1. února 1928          |
| 7      | North Battleford | city      | 14315  | 13890  | 13 190  | 33,55        | 393,2        | 1905           | 21. března 1906    | 18. července 1906      | 1. května 1913         |
| 8      | Lloydminster     | city      | 11765  | 9770   | 8 118   | 17,34        | 468,2        | 1903           | 25. listopadu 1903 | 1. dubna 1907          | 1. ledna 1958          |
| 9      | Estevan          | city      | 11485  | 11055  | 10 084  | 17,56        | 574,4        | 1892           | 2. listopadu 1899  | 1. března 1906         | 1. března 1957         |
| 10     | Warman           | city      | 11020  | 7100   | 4 764   | 5,34         |              | 1904           | 1906/1962          | 1966                   | 27. října 2012         |
| 11     | Weyburn          | city      | 10870  | 10485  | 9 433   | 15,78        | 597,7        | 1899           | 22. října 1900     | 5. srpna 1903          | 1. září 1913           |
| 12     | Martensville     | city      | 9645   | 7715   | 4 968   | 4,78         | 1 040        | 1939           | 1. září 1966       | 1. ledna 1969          | 3. listopadu 2009      |
| 13     | Melfort          | city      | 5992   | 5576   | 5 192   | 14,78        | 351,3        | 1884           | 4. listopadu 1903  | 1. července 1907       | 2. září 1980           |
| 14     | Humboldt         | city      |        | 5678   | 4 998   | 11,72        | 426,4        | 1875           | 30. června 1905    | 1. dubna 1907          | 7. listopadu 2000      |
| 15     | Meadow Lake      | city      |        | 5045   | 4 771   | 7,95         | 599,8        | 1889           | 24. srpna 1931     | 1. února 1936          | 9. listopadu 2009      |
| 16     | Kindersley       | town      |        | 4678   | 4 412   | 12,55        |              |                |                    |                        |                        |
| 17     | Melville         | city      |        | 4546   | 4 149   | 14,82        | 280,0        | 1908           | 21. prosince 1908  | 1. listopadu 1909      | 1. srpna 1960          |
| 18     | Nipawin          | town      |        | 4265   | 4 061   | 8,03         |              |                |                    |                        |                        |
| 19     | Battleford       | town      |        | 4065   | 3 685   | 23,33        |              |                |                    |                        |                        |
| 20     | Tisdale          | town      |        | 3180   | 2 981   | 4,62         |              |                |                    |                        |                        |
| 21     | La Ronge         | town      | 2688   | 2743   | 2 725   | 11,86        |              |                |                    |                        |                        |
| 22     | Moosomin         | town      |        | 2485   | 2 257   | 5,97         |              |                |                    |                        |                        |
| 23     | Esterhazy        | town      |        | 2472   | 2 336   | 4,75         |              |                |                    |                        |                        |
| 24     | Assiniboia       | town      |        | 2418   | 2 305   | 3,78         |              |                |                    |                        |                        |
| 25     | Unity            | town      |        | 2389   | 2 147   | 9,77         |              |                |                    |                        |                        |
| 26     | Rosetown         | town      |        | 2317   | 2 277   | 10,59        |              |                |                    |                        |                        |
| 27     | Canora           | town      |        | 2219   | 2 013   | 7,31         |              |                |                    |                        |                        |
| 28     | Outlook          | town      |        | 2204   | 1 938   | 7,83         |              |                |                    |                        |                        |
| 29     | Maple Creek      | town      |        | 2176   | 2 198   | 4,42         |              |                |                    |                        |                        |
| 30     | Biggar           | town      |        | 2161   | 2 033   | 15,75        |              |                |                    |                        |                        |
| 31     | Pilot Butte      | town      | 2183   | 1848   | 1872    | 5,78         |              |                |                    |                        |                        |
| 32     | Kamsack          | town      |        | 1825   | 1 713   | 5,85         |              |                |                    |                        |                        |
| 33     | Flin Flon        | city      |        | 229    | 242     | 2,37         | 101,9        |                |                    |                        |                        |